# Алиханов, Рахманберды Сулейманович
Рахманберды́ Сулейманович Алиха́нов (туркм. Rahmanberdi Alyhanow; 19 января 1986 — 29 декабря 2014, Стамбул) — туркменский футболист, вратарь. Выступал за клубы «Алтын Асыр» и МТТУ, а также сборную Туркменистана.

## Карьера
С начала карьеры выступал за МТТУ. С 2009 года в национальной сборной Туркменистана, дебютировал в матче против Бутана 16 апреля 2009 года (7:0). Двукратный чемпион Туркменистана, двукратный обладатель Кубка Туркменистана, трёхкратный обладатель Кубка Президента Туркменистана.
Сезон 2014 начал в качестве игрока «Алтын Асыра», в первый же сезон стал чемпионом Туркменистана.
29 декабря 2014 года после неудавшейся операции скончался в одной из клиник Стамбула. 30 декабря был похоронен на родине.

## Достижения

### Командные
Сборная Туркменистана
- Финалист кубка вызова АФК: 2010

 МТТУ
- Чемпион Туркменистана (2): 2006, 2009
- Серебряный призёр чемпионата Туркменистана (3): 2007, 2008, 2011
- Обладатель Кубка Туркменистана (2): 2006, 2011
- Обладатель Суперкубка Туркменистана (2): 2005, 2009
- Финалист Кубка Туркменистана: 2008
- Полуфиналист Кубка Содружества: 2010

 Алтын Асыр
- Чемпион Туркменистана: 2014.